# Бездрово
Бездрово (пол. Biezdrowo) — село в Польщі, у гміні Вронки Шамотульського повіту Великопольського воєводства.
Населення — 552 особи (2011).
У 1975-1998 роках село належало до Пільського воєводства.

## Демографія
Демографічна структура станом на 31 березня 2011 року:
|          | Загалом | Допрацездатний вік | Працездатний вік | Постпрацездатний вік |
| -------- | ------- | ------------------ | ---------------- | -------------------- |
| Чоловіки | 275     | 61                 | 203              | 11                   |
| Жінки    | 277     | 68                 | 164              | 45                   |
| Разом    | 552     | 129                | 367              | 56                   |